# شوکی اوهارا
شوکی اوهارا (انگلیسی: Shoki Ohara؛ زادهٔ ۲۸ اوت ۱۹۹۹) بازیکن فوتبال اهل ژاپن است.